# Chavignol
Chavignol est une ancienne commune française située dans le département du Cher, la région Centre-Val de Loire et la région naturelle du Sancerrois.
Le village est rattaché à la commune de Sancerre depuis 1794. Il tient sa notoriété du crottin de Chavignol, fromage de chèvre qui porte son nom.

## Toponymie
Chavignol vient de Chaveneium mentionné en 1129 dans les archives de l'abbaye Saint-Satur.
Dans son ouvrage daté de 1574, Histoire mémorable du siège de Sancerre, l'écrivain français Jean de Léry parle du village de Cheueniol.

## Géographie
Le village est situé sur la route départementale 183, à 3,5 km à l'Ouest de Sancerre, 5 km à l'Ouest de la Loire, 49 km au Nord-Est de Bourges et 192 km au Sud-Est de Paris. Le sentier de grande randonnée 31 traverse son territoire.
Le bourg est situé dans la vallée du ruisseau de la Colette qui rejoint la vallée de la Loire à l'Est du village,.
Au fond de la vallée, on trouve un lieu-dit appelé Chavignolet.
Chavignol est situé à 220 m d'altitude tandis que les reliefs le surplombant culminent à environ 300 m ; il s'agit du Cul de Beaujeu à l'ouest, de la côte de Montdamné au nord et des Longues fins au sud.

## Histoire
Au début du XIVe siècle, le village est une seigneurie dépendant du chapitre de Bourges et appartenant à la famille de Buysars.
Durant la quatrième guerre de religion, en 1572, les protestants tenant la ville de Sancerre enregistrèrent une victoire contre les troupes catholiques repliées à Chavignol,.
Du fait de l'accroissement démographique du village, Chavignol tente d'organiser une administration indépendante de Sancerre entre 1789 et 1794. Durant cette période, il est rattaché au canton de Saint-Satur et comprend l'écart d'Amigny situé au sud de son territoire, derrière la côte du même nom.
En 1794, Chavignol est réintégré à Sancerre,.
Sur le cadastre napoléonien de 1823, on compte plus de 85 maisons dans le village. En 1849, une épidémie de choléra provoque la mort de 63 personnes. Le village devient une paroisse en 1859. En 1860, un cimetière proche du bourg est mis en place ; on dénombre alors 132 maisons dans le village. Plusieurs bâtiment sont construits à la fin du XIXe siècle, notamment une église en 1874 et une école primaire dans les années 1890.
Moïse Boulay crée la fromagerie du même nom en 1896. L'établissement prend le nom de Dubois-Boulay en 1922.
Une deuxième fromagerie familiale (Laporte-Denizot) apparaît au début du XXe siècle. Elle contribue également à l'essor du crottin de Chavignol.
Le village reçoit l'électricité en 1925 et l'eau courante en 1935. La plupart des habitations sont remaniées ou reconstruites à partir des années 1970.

## Démographie
Le village a compté jusqu'à 500 habitants à la fin du XIXe siècle.
| 1778 | 1823 | 1846 | 1861 | 1891 | 1911 | 2009 |
| ---- | ---- | ---- | ---- | ---- | ---- | ---- |
| 300  | 400  | 494  | 195  | 499  | 400  | 130  |

## Patrimoine

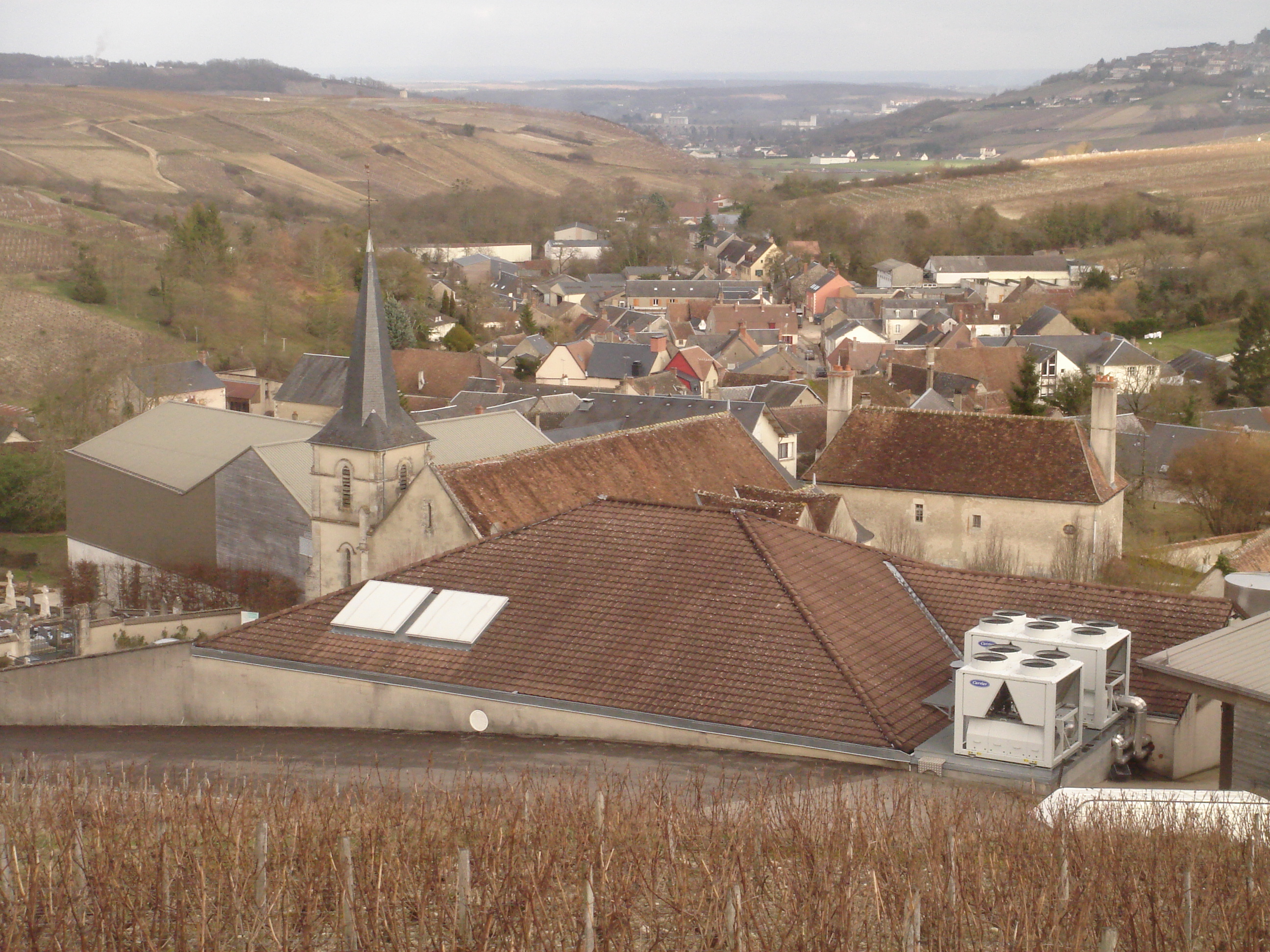
Autre vue du village de Chavignol

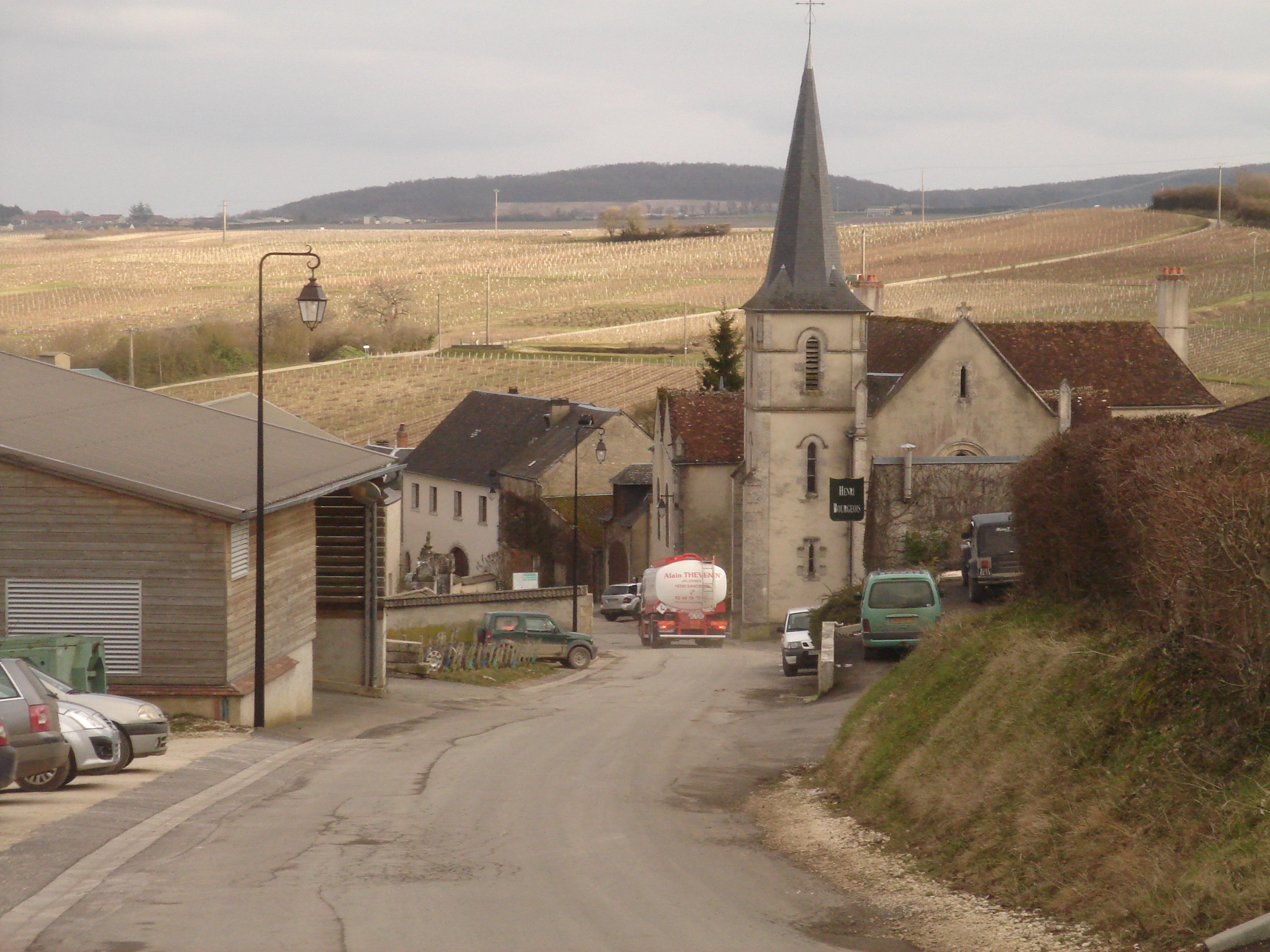
L'église Saint-André

L'église Saint-André est construite à partir de 1859 sur la base d'une grange existante. Deux chapelles et une sacristie sont accolées en 1866, puis un clocher dessiné par Charles Guillard en 1874 afin de parachever l'édifice. Le bâtiment est rénové en 1978. Il contient notamment un ensemble de dix verrières hagiographiques réalisé entre 1867 et 1887 et représentant saint André, saint Jean l'Évangéliste, saint Stéphane, l'Immaculée conception, le Sacré-Cœur, saint Joseph, saint Vincent, saint Pierre, sainte Solange et saint Louis ainsi qu'une fresque réalisée par Roscheski en 1878 et représentant la Sainte Famille.
Plusieurs bâtiments repérés sur le cadastre de 1823 :
- une maison du XVIe siècle[15] ;
- une maison transformée vers 1855 afin d'y établir une église et un presbytère[16].

## Économie
L'économie du village s'appuie essentiellement sur l'exploitation viticole et dans une moindre mesure, sur l'affinage des fromages au travers notamment des établissements Dubois-Boulay.
On peut également citer  l'hôtel-restaurant trois étoiles La côte des Monts Damnés installé dans le centre de Chavignol.

## Gastronomie
Le village a donné son nom à un célèbre fromage au lait de chèvre, le crottin de Chavignol, et se situe dans le périmètre de l'appellation d'origine contrôlée des vins de Sancerre.